# Béatrice Delvaux
Pour les articles homonymes, voir Delvaux.
Béatrice Delvaux est une journaliste belge originaire de Spy et née à Namur le 30 septembre 1960. Elle est l'auteure, avec Stefaan Michielsen, du livre Le Bal des empires. Elle réside à Wezembeek-Oppem dans la province du Brabant flamand.
Béatrice Delvaux obtient en 1983 une maîtrise en sciences économiques et sociales aux Facultés universitaires Notre-Dame de la Paix de Namur. Dès 1984, elle travaille comme journaliste au journal belge Le Soir. Elle devient chef du service économique de la rédaction en 1989. En décembre 2001, elle est nommée rédactrice en chef du journal,, succédant à Guy Duplat après un court tandem Pierre Lefèvre - André Riche,. Elle démissionne de ce poste en juin 2011 en raison de tensions avec les représentants des journalistes. La réalisation de nouvelles stratégies de communication et d'information était contestée par ceux-ci. La direction confie alors à Béatrice Delvaux un poste d'éditorialiste en chef.
Depuis l'été 2021, Béatrice Delvaux participe activement au festival Les Estivales du Haut Cavalon qui se déroule au coeur du Lubéron et de ses vignes. Ce festival mêle rencontres littéraires, musicales et philosophiques dans le cadre viticole du Domaine des Davids de la Belge Sophie Leclercq. 

## Publications
- Béatrice Delvaux et Stefaan Michielsen, Le bal des empires : les dessous du capitalisme belge, éd. Racines, octobre 1999